# Gräppås
Gräppås är en ort i Vallda socken i Kungsbacka kommun i Hallands län. Den definieras av SCB fram till 2010 som två separata småorter med benämningarna Gräppås och Gräppås (östra delen). Från 2015 till 2023 räknade småorten Gräppe till tätorten Halla Heberg, medan den östra delen var kvar som separat småort. Vid avgränsningen 2023 klassades även den delen som en del av tätorten Halla Heberg